# Sergiu Toma
Sergiu Toma (n. 29 ianuarie 1987, Chișinău, RSS Moldovenească, URSS) este un judocan de performanță care a reprezentat Republica Moldova, apoi Emiratele Arabe Unite. A fost laureat cu bronz la Jocurile Olimpice de vară din 2016 în categoria -81 kg.

## Carieră
S-a apucat de judo la vârsta de nouă ani, la sfatul unui prieten al tatălui său. A fost campion european de juniori la Zagreb în 2005, apoi a cucerit o medalie de bronz la Universiada de vară din 2007 de la Bangkok. 
În 2008 a câștigat Super Cupa Mondială de la Paris, calificându-se la Jocurile Olimpice de vară din 2008. Totuși, la Beijing a fost învins în turul doi de georgianul David Kevkhișvili. Prin urmare și-a pierdut sursele de finanțare și a fost aproape de a abandona judo-ul.
Prima medalie la seniori a obținut-o la Campionatul European din 2011 de la Istanbul, unde a luat argintul după ce a fost învins doar în finala de azerul Elnur Mammadli. Câteva luni mai târziu a ajuns în semifinale la Campionatul Mondial de la Paris. A pierdut cu brazilianul Leandro Guilheiro, dar l-a învins pe francezul Loïc Pietri, asigurându-se medalia de bronz. Pentru aceste rezultate a fost desemnat sportivul anului.
La Jocurile Olimpice din 2012 de la Londra a fost învins la puncte în turul trei de japonezul Takahiro Nakai. După aceasta dezamăgire, a întâmpinat din nou dificultăți financiare. Din lipsă de bani nu a putut participa la trei competiții internaționale în anul 2013. De aceea, a încercat să reprezinte altă țară. 
În luna martie 2013 a plecat într-un cantonament la invitația federației uzbece împreuna cu colegii de lot Ivan Remarenco și Victor Scvortov, alături de fostul antrenor olimpic Vasile Colta. Aceștia nu s-au întors în țară la data specificată și au fost excluși din lotul național o lună mai târziu. În cele din urmă, Toma și cinci alți judocani au ales de a evolua pentru Emiratele Arabe Unite, pe care le-au reprezentat la Campionatul Asiatic din 2013. În acest sezon Toma a câștigat Grand Prix-ul la Ulaanbaatar, la Abu Dhabi și la Qingdao. Totuși, a fost declarat neeligibil la Jocurile Asiatice din anul următor.
În sezonul 2015 a cucerit medalia de argint la Grand Prix-ul de la Abu Dhabi și s-a calificat la Jocurile Olimpice din 2016, fiind clasat pe locul 9 în clasamentul mondial. La Rio de Janeiro a ajuns în semifinale, unde a pierdut cu rusul Hasan Halmurzaev, care a devenit campion olimpic în cele din urmă. În recalificări a trecut de italianul Matteo Marconcini, câștigând medalia de bronz. Astfel a devenit cel de-al doilea sportiv din Emiratele care a cucerit o medalie olimpică, după trăgătorul de tir Sheikh Ahmed bin Hasher Al Maktoum la Atena 2004.

## Legături externe
- Profil pe judoinside.com